# Gérard Mourou
Gérard Albert Mourou (n. 22 iunie 1944, Albertville, Savoie, Franța) este un cercetător francez, pionier în domeniul electrotehnicii și laserilor, laureat al Premiului Nobel pentru Fizică 2018.
În 2019 a fost ales membru de onoare al Academiei Române.